# أراليا زغيباء
أراليا زغيباء (الاسم العلمي:Aralia tomentella) هي نوع من النباتات تتبع جنس الأراليا من الفصيلة الأرالية.